# World Series of Poker 1970
De World Series of Poker 1970 werd gehouden in de Binion's Horseshoe in Las Vegas op 8 mei 1970. Het was de 1ste editie van de World Series of Poker, tegenwoordig het grootste pokerevenement ter wereld. Jack Binion nodigde de zeven beste pokerspelers van de Verenigde Staten uit, om het tegen elkaar op te nemen in zijn casino. Vervolgens bepaalde de spelers door middel van een stemronde zelf wie de winnaar was. Dit in tegenstelling tot alle latere edities, waarbij de speler die als laatste overbleef de winnaar was.
Johnny Moss werd gekozen als de beste speler door "Amarillo Slim" Preston, Sailor Roberts, Doyle Brunson, Puggy Pearson, Crandell Addington en Carl Cannon.